# Port de Gandia
El port de Gandia està situat al barri marítim del Grau, i al sud de la platja Nord, a 5 quilòmetres del centre urbà gandià, i aprofita la desembocadura del riu Sant Nicolau. Té moll pesquer, esportiu i comercial.
Els primers passos del port de Gandia es troben en una Reial Ordre de 1884, la qual s'autoritzaria a construir les primeres obres portuàries en este enclavament costaner, els drets del qual, serien adquirits per la companyia britànica "The Alcoi-Gandía Railway & Harbour Company Limited", els objectius de la qual eren, d'una banda importar el carbó que necessitaven les indústries tèxtils alcoianes, i per una altra, exportar els productes de la zona als mercats ultramarins. La producció de la pansa i la seua exportació, entre d'altres productes, va impulsar la creació de la infraestructura del Port de Gandia. El tren Alcoi-Gandia es va inaugurar en 1892, i va estar en funcionament fins a 1969.
Als anys 60, el carbó va perdre la seua importància i el port es va dedicar a l'exportació de taronja i altres productes agrícoles de l'horta de la comarca. S'exportava al mercat estatal i internacional. Però amb la millora de les comunicacions viàries, la taronja trobarà millor transport per mitjà dels camions. Hui en dia, el port es dedica majoritàriament a la importació de paper per imprimir els diaris de la península. Una altra de les activitats que es realitzen al port és la pesca. Cada dia ixen les barques a pescar sépia, clòtxines, orades, sardines... a la costa mediterrània.
És coneguda per tots la importància del peix en la gastronomia de la Safor, en plats com el brou d'anguila, l'espardenyat (arròs amb peix i conill) o la famosa fideuà de Gandia. A primera hora de la vesprada, poc després d'entrar les barques al port, se celebra la subhasta del peix. A les 5 de la vesprada es reunixen compradors a la Llotja, tant del xicotet comerç com majoristes, per adquirir al millor preu les captures del dia.